# Хороший доктор (телесериал, 2013)
«Хороший доктор» (кор. 굿 닥터, Gut Dakteo) — южнокорейский медицинский драматический телесериал 2013 года, роли в котором исполнили Джу Вон, Мун Чхэ Вон, Джу Сан Ук, Ким Мин Сео, Чхун Хо Джин, Квак До Вон и Ко Чхан Сок. Он был показан на канале KBS2 с 5 августа по 8 октября 2013 года, по понедельникам и вторникам в 21:55, всего 20 эпизодов. Рабочее название: "Зеленый скальпель" (англ. Green Scalpel, кор. 그린 메스, Geurin Meseu; lit. "Green Mes").

## Сюжет
Телесериал рассказывает о молодом враче, аутичном хирурге местного педиатрического отделения. Он стал гением в хирургии благодаря синдрому саванта – это редкое состояние, при котором люди в аутичном спектре имеют выдающиеся способности в одной или нескольких областях знаний. 

## Награды и номинации
| Год  | Название                                 | Категория                                                          | Получатель            | Итог         |
| ---- | ---------------------------------------- | ------------------------------------------------------------------ | --------------------- | ------------ |
| 2013 | 26th Grimae Awards                       | Лучшая драма                                                       | Хороший доктор        | Победа       |
| 2013 | Korea Drama Awards                       | Лучшая драма                                                       | Хороший доктор        | Номинация    |
| 2013 | Korea Drama Awards                       | Премия за выдающиеся достижения                                    | Джу Вон               | Номинация    |
| 2013 | Korea Drama Awards                       | Премия за выдающиеся достижения                                    | Джу Сан Ук            | Номинация    |
| 2013 | Korea Drama Awards                       | Премия "За выдающиеся достижения", актриса                         | Мун Чхэ Вон           | Номинация    |
| 2013 | Korea Drama Awards                       | Лучший писатель                                                    | Пак Чэ Бом            | Победа       |
| 2013 | APAN Star Awards                         | Награда за высшие достижения, Актер                                | Джу Вон               | Номинация    |
| 2013 | APAN Star Awards                         | Награда за выдающиеся достижения, Actor                            | Джу Сан Ук            | Номинация    |
| 2013 | APAN Star Awards                         | Премия за выдающиеся достижения, Актриса                           | Мун Чхэ Вон           | Номинация    |
| 2013 | KBS Drama Awards                         | Награда за высшие достижения, Актер                                | Джу Вон               | Победа       |
| 2013 | KBS Drama Awards                         | Актер года (выбирается режиссерами)                                | Джу Вон               | Победа       |
| 2013 | KBS Drama Awards                         | Награда за выдающиеся достижения, Актриса                          | Мун Чхэ Вон           | Номинация    |
| 2013 | KBS Drama Awards                         | Премия "За выдающиеся достижения", Актер в драме среднего уровня   | Джу Сан Ук            | Победа       |
| 2013 | KBS Drama Awards                         | Премия "За выдающиеся достижения", Актер в драме среднего уровня   | Джу Вон               | Номинация    |
| 2013 | KBS Drama Awards                         | Премия "За выдающиеся достижения", Актриса в драме среднего уровня | Мун Чхэ Вон           | Победа       |
| 2013 | KBS Drama Awards                         | Лучший актер второго плана                                         | Jo Hee-bong           | Номинация    |
| 2013 | KBS Drama Awards                         | Лучший актер второго плана                                         | Ko Chang-seok         | Номинация    |
| 2013 | KBS Drama Awards                         | Лучшая актриса второго плана                                       | Jin Kyung             | Номинация    |
| 2013 | KBS Drama Awards                         | Лучшая актриса второго плана                                       | Ким Мин Сео           | Номинация    |
| 2013 | KBS Drama Awards                         | Лучший новый актер                                                 | Kim Young-kwang       | Номинация    |
| 2013 | KBS Drama Awards                         | Лучший молодой актер                                               | Jung Yun-seok         | Номинация    |
| 2013 | KBS Drama Awards                         | Лучшая молодая актриса                                             | Kim Hyun-soo          | Номинация    |
| 2013 | KBS Drama Awards                         | Награда за Лучшую пару                                             | Джу Вон и Мун Чхэ Вон | Победа       |
| 2013 | KBS Drama Awards                         | Премия "Пользователь Сети", Актер                                  | Джу Вон               | Победа       |
| 2013 | KBS Drama Awards                         | Премия за популярность, Актриса                                    | Мун Чхэ Вон           | Победа       |
| 2014 | Korea Producers & Directors' (PD) Awards | Лучшая драма                                                       | Хороший доктор        | Победа       |
| 2014 | Korea Producers & Directors' (PD) Awards | Лучший исполнитель                                                 | Джу Вон               | Победа       |
| 2014 | Baeksang Arts Awards                     | Лучшая драма                                                       | Хороший доктор        | Победа       |
| 2014 | Baeksang Arts Awards                     | Лучший режиссер                                                    | Ki Min-soo            | Номинация    |
| 2014 | Baeksang Arts Awards                     | Лучший актер                                                       | Джу Вон               | Номинация    |
| 2014 | Banff World Media Festival               | Лучшая драма, сериал                                               | Хороший доктор        | Победа       |
| 2014 | Korea Broadcasting Awards                | Лучшая драма                                                       | Хороший доктор        | Победа       |
| 2014 | Seoul International Drama Awards         | Лучший мини-сериал                                                 | Хороший доктор        | второе место |

В ноябре 2013 года Корейская ассоциация институтов социального обеспечения для людей с ограниченными возможностями вручила сериалу почётную грамоту за повышение осведомлённости об аутизме и о том, какой вклад в общество могут вносить люди с ограниченными возможностями. В декабре 2013 года Good Doctor также получил награду от штаб-квартиры кампании по повышению осведомлённости об инвалидности и был признан «хорошей программой» Корейской комиссией по стандартам в сфере коммуникаций.

## Международные адаптации

### Американский
Американский ремейк одноименного сериала, снятый Дэвидом Шором, дебютировал в конце сентября 2017 года на канале ABC. История о хирурге-аутисте происходит в Сан-Хосе, Калифорния.

### Японский
В японском ремейке одноименного сериала снимались Кэнто Ямадзаки, Юри Уэно и Наохито Фудзики. Телеканал Fuji TV транслировал его с 12 июля по 13 сентября 2018 года.

### Турецкий
12 сентября 2019 года на телеканале Fox Turkey вышел в эфир турецкий ремейк под названием «Чудо-доктор».

### Гонконг
Доктор Ку Хэйсун — персонаж, созданный по образу Пак Си Она в дораме «Жизнь после смерти», спродюсированной Кван Шу Мином и Кван Ман Сумом. Премьера состоялась 8 июня 2020 года на телеканале TVB.

### Таиланд
Одноименный тайский ремейк, снятый компаниями True4U, TrueVisions и True CJ Creations, дебютировал в октябре 2024 года в приложении True ID и на канале True Asian More 120/239 для подписчиков TrueVisions. В этой версии главные роли исполнили Сарун Нарапрасерткул и Чаянит Чансангавей в образах доктора Шона и доктора Прим.